# Golorons
Golorons és una masia situada al municipi de Clariana de Cardener, a la comarca catalana del Solsonès. La primera referència històrica a aquest Mas es remunta a l'estiu de 1196, quan els germans Arnau i Bernat de Joval entreguen el mas de Guanelons a l'església de Santa Maria de Solsona. Al costat d'aquesta masia es troba l'església de Sant Salvador de Golorons, de factura pre-romànica, actualment en estat ruïnós.